# احمد جهوی
احمد جهوی (انگلیسی: Ahmed Al-Jahawi؛ زادهٔ ۱ اکتبر ۱۹۷۹) یک ورزشکار اهل عربستان سعودی است.
از باشگاه‌هایی که در آن بازی کرده‌است می‌توان به باشگاه فوتبال النصر عربستان سعودی، باشگاه فوتبال الفیصلی عربستان سعودی، باشگاه فوتبال نجران عربستان سعودی، باشگاه فوتبال الوطنی عربستان سعودی، باشگاه فوتبال الشعله عربستان سعودی، و تیم ملی فوتبال عربستان سعودی اشاره کرد.
وی همچنین در تیم ملی فوتبال عربستان سعودی بازی کرده است.